# Seznam rektorů Univerzity Karlovy

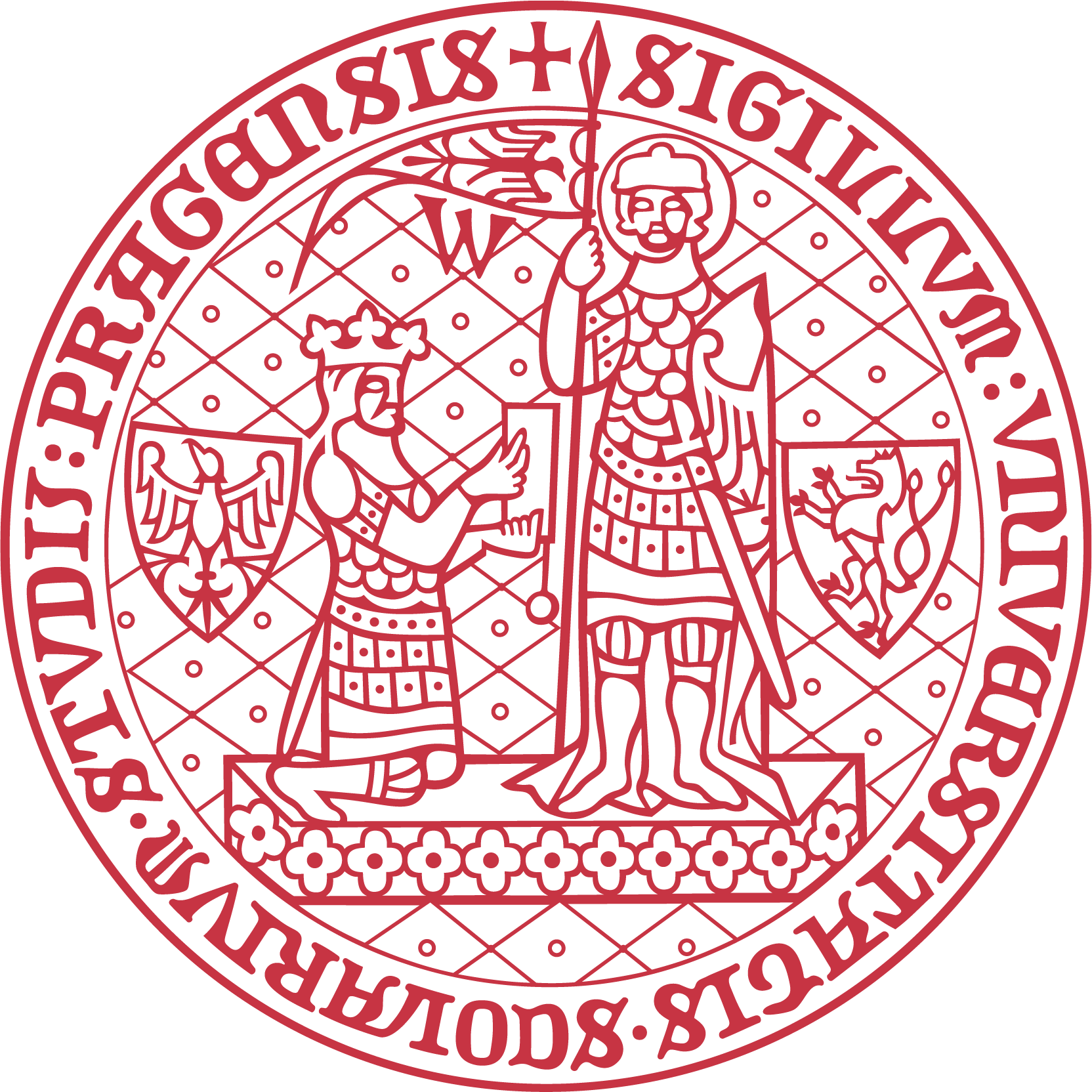
Pečeť znázorňující českého krále Karla, jak klečí před sv. Václavem, znak Univerzity Karlovy

Toto je seznam rektorů Univerzity Karlovy. Zahrnuje všechny představitele od doby jejího založení, včetně rektorů osamostatněné právnické univerzity, pozdější jezuitské akademie a také novověké německé univerzity po rozdělení školy.

## 1348–1372 (nerozdělená univerzita)
- 1366 Jindřich z Etwatu neboli z Prenzlau (Henricus de Etwat de Primislawia)
- 1367 Jindřich z Nanexen neboli z Embecku (Henricus de Nanexen alias de Embeck)
- 1372 Mikuláš z Jevíčka neboli z Kolobřehu (Nicolaus Gewiczka seu de Kolberg)

## 1372–1419

### třífakultní univerzita
- 1373 Tomáš z Busilie (Thomas de Busilia)
- 1374 Jan Vestfálský (Johannes Westphalis), Jenek Václavův z Prahy (Jenco de Praga, Johannes Wenceslai de Praga)
- 1375 Witold Vestfálský z Prahy (Vigtholdus Westphalis de Praga)
- 1376–1377 Fridman z Prahy (Fridmanus de Praga)
- 1378 Mikuláš z Gubyna (Nicolaus de Gubin), Heřman z Winterswicku (Hermannus de Wintersvick), Mikuláš z Rakovníka (Nicolaus Raconik)
- 1382 Jenek Václavův z Prahy (Jenco de Praga, Johannes Wenceslai de Praga)
- 1383 Blažej Vlk (Blasius Lupus)
- 1383–1384 Jenek Václavův z Prahy (Jenco de Praga, Johannes Wenceslai de Praga), Heilman z Wormsu (Heylmannus de Wormacia), Jan Papendorf (Johannes Papendorp)
- 1384–1385 Konrád ze Soltau (Conradus Soltow)
- 1385 Mikuláš z Gubyna (Nicolaus de Gubin)
- 1386 Mikuláš z Litomyšle (Nicolaus de Litomysl)
- 1387 Mikuláš z Gubyna (Nicolaus de Gubin)
- 1388–1389 Jan Winkler (Johannes Winkleri)
- 1389 Bartoloměj Torghelow (Bartholomeus Torghelowe)
- 1389–1390 Mikuláš Puchník (Nicolaus Bochnik)
- 1391–1392 Jindřich z Brém (Henricus de Bremis)
- 1392 Jindřich Reček z Rybenice (Henricus Reczekow de Rybenicze)
- 1392–1393 (nebo 1393-1394) Albert Engelschalk ze Straubingu (Albertus Engelschalk de Straubinga)
- 1393 Jan Eliášův (Johannes Eliae)
- 1393–1394 Eliáš z Týna (Elias de Thin)
- 1394 Jindřich z Homburgu (Henricus de Homberg)
- 1394 Jan z Moravy (Johannes de Moravia)
- 1394–1395 Petr z Redina (Petrus de Redino)
- 1395–1396 Jan z Mýta (Johannes de Mutha)
- 1396–1397 Jindřich z Perchingu (Henricus de Perching)
- 1397 Mikuláš Magni z Jawora (Nicolaus Magni de Jawor)
- 1397–1398 Štěpán z Kolína neboli Kolínský (Stephanus de Colonia seu Colinensis)
- 1398 Jan Otův ze Ziebice (Johannes Ottonis de Monsterberg)
- 1398–1399 Helmold ze Soltwedelu (Helmoldus de Soltwedel)
- 1400 Štěpán z Pálče (Stephanus de Palecz)
- 1401 Mikuláš Stor ze Svídnice (Nicolaus Stor de Swydnicz)
- 1402–1403 Mikuláš z Litomyšle (Nicolaus de Lutomyssl)
- 1403 Walter Harraser (Walterus Harrasser)
- 1404 Stanislav ze Znojma (Stanislaus de Znoyma)
- 1404–1405 Jan z Pustiměře (Johannes de Pustimir)
- 1405 Křišťan z Prachatic (Christianus de Prachaticz)
- 1405–1407 Kliment z Mnichovic (Clemens de Mnichovicz)
- 1406 Johannes Hoffmann de Swidnicz
- 1407 Ondřej z Brodu (Andreas de Broda)
- 1407–1408 Bernard z Granovice (Bernhardus de Granovicz)
- 1408 Kliment z Mnichovic (Clemens de Mnichov)
- 1408 Zdeněk z Labouně (Zdenko de Labun), Marek z Hradce Králové (Marcus de Grecz)
- 1408–1409 Henning z Baltenhagenu (Henningus de Baltenhagen)
- 1409 Zdeněk z Labouně (Zdenko de Labun)
- 1409–1410 Jan Hus (Johannes Hus), Jan Hofman ze Svídnice (Johannes Hoffmanus Swidnicensis)
- 1410 Jan Ondřejův řečený Šindel (Johannes von Prag, Johannes Andreae)
- 1410–1411 Jakub Matějův ze Soběslavi (Jacobus de Sobieslavia), Jiří z Prahy (Gregorius de Praga), Jan z Jesenice (Johannes de Jessenicz), Havel z Úterého (Gallus de Utery)
- 1411 Šimon z Tišnova (Simon de Tisnov)
- 1412 Marek z Hradce Králové (Marcus de Grecz)
- 1412–1413 Křišťan z Prachatic (Christianus de Prachaticz)
- 1413 Michal z Malenic (Michael de Malenicz)
- 1413–1414 Antonín z Loun (Antonius de Luna)
- 1414 Havel z Úterého (Gallus de Utery), Brikcius z Budína (Briccius de Buda)
- 1415 Brikcius z Budína (Briccius de Buda)
- 1415–1416 Tomáš z Lysé (Thomas de Lissa), Šimon z Rokycan (Simon de Rokiczana)
- 1416 Jakub ze Soběslavi (Jacobus de Sobieslavia)
- 1416–1417 Jan Kardinál z Rejštejna (Johannes Cardinalis von Bergreichenstein)
- 1418 Zdislav ze Zvířetic (Zdislaus de Zwirzeticz)

### právnická univerzita
- 1372–1373 Jan z Pernštejna (Johannes de Pernstein), vicerektor Gerhard Wisbeck z Osnabrücku (Gerhardus Visbeke de Osenbrughe)
- 1373–1375 Berthold z Wehingenu (Pertholdus de Wehingen, Berthold von Wehingen)
- 1375–1376 Jan z Hohenlohe (Johannes de Hohenloch), vicerektor Eglolf Hornbeck (Eglolfus Hornbech)
- 1376–1377 Gerlach Horst ze Stargardu (Gorlacus Horst de Stargardia)
- 1377–1378 Jan Slepekow (Johannes Slepekow)
- 1378–1379 Jindřich ze Stvolenky (Henricus de Stwolenlca)
- 1379–1380 Jindřich ze Stvolenky (Henricus de Stwolenka)
- 1380–1381 Mikuláš z Kosczola (Nicolaus de Kossczol), vicerektoři Jan Saxo ze Zirbergu (Johannes Saxo de Zirberch) a Mikuláš Geunher z Prahy (Nicolaus Geunheri de Praga)
- 1381–1382 Mikuláš Geunher z Prahy (Nicolaus Geunheri de Praga)
- 1382–1383 Karel Haguin (Carolus Haguini)
- 1383–1384 Jiří z Hohenlohe (Georgius de Hohenloch)
- 1384–1385 Mikuláš Geunher z Prahy (Nicolaus Geunheri de Praga)
- 1385–1386 Oldřich Medek ze Šelemberku (Ulricus Medek de Schellemberg)
- 1386–1387 Matyáš Kule (Mathias Kule)
- 1387–1388 Smil z Kunštátu (Jodocus Smylo de Kunstat, Smylo de Wyncow)
- 1388–1389 Mikuláš Geunher z Prahy (Nicolaus Geunheri de Praga)
- 1389–1390 Jaroslav z Pořešína (Jaroslaus de Porzessin)
- 1390–1391 Mikuláš Erghemes z Livonska (Nicolaus Erghemes de Livonia)
- 1391–1392 Kryštof z Freiburgu (Cristanus Aroldishusen)
- 1392–1393 Petr Kaplíř ze Sulevic (Petrus Cappleri de Sulewicz)
- 1393–1394 Jošt Hecht z Rosic (Jodocus Hecht de Rossicz)
- 1394 Jan z Brunnu (Johannes de Brun)
- 1394–1395 Jan Zeghenried ze Stralsundu (Johannes Czeghenryd de Sundis)
- 1395–1396 Čeněk z Labouně (Czenko de Labun)
- 1396–1397 Lukáš Hezler z Lehnice (Lucas Hezler de Legnicz)
- 1397–1398 Petr Slewynk (Petrus Slewynk)
- 1398–1399 Mikuláš Geunher z Prahy (Nicolaus Geunheri de Praga)
- 1399–1400 Mikuláš Geunher z Prahy (Nicolaus Geunheri de Praga)
- 1400–1401 Štěpán z Manic (Stephanus de Manicz)
- 1401 Mroczko z Kiszelewa řečený Nagorka (Mroczko de Kiszelewo dictus Nagorka), vicerektor Mikuláš Geunher z Prahy (Nicolaus Geunheri de Praga)
- 1401–1402 Mikuláš Geunher z Prahy (Nicolaus Geunheri de Praga)
- 1402–1403 Hewko z Konyad (Heuke de Konyad)
- 1403–1404 Mikuláš Geunher z Prahy (Nicolaus Geunheri de Praga)
- 1404–1405 Jan Paulův (Johannes Pauli)
- 1405–1406 Bernhard Bulow z Glynu (Bernhardus Bulowe de Glyn)
- 1406–1407 Ondřej Gerechin (Andreas Gerechini)
- 1407–1408 Matyáš z Glowaczowa (Ulricus de Glowaczow)
- 1408–1409 Oldřich ze Strašic (Ulricus de Strassicz)
- 1409–1410 Oldřich ze Strašic (Ulricus de Strassitz)
- 1410–1411 Matyáš z Trutenowa (Mathias de Trutenow)
- 1411–1412 Jindřich Rolle (Henricus Rolle)
- 1412–1413 Konrád Wertheim (Conradus Wertheim)
- 1413–1415 Matyáš Rost z Prahy (Mathias Rost de Praga)
- 1415–1416 Arnošt z Metelska (Arnestus de Metelsko)
- 1416–1418 Oldřich ze Strašic (Ulricus de Strassitz)
- 1418–1419 Mikuláš Jindřichův z Prahy (Nicolaus Henrici de Praga)

## 1419–1622 (kališnická univerzita)
- 1420 Martin Kunšův z Prahy (Martinus Cunssonis de Praga)
- 1420–1421 Prokop z Plzně (Procopius de Plzna)
- 1425 Petr ze Sepekova (Petrus de Sepekov)
- 1425–1426 Jan z Borotína (Johannes Borotin)
- 1426 Prokop z Plzně (Procopius de Plzna)
- 1434 Křišťan z Prachatic (Christianus de Prachaticz)
- 1437 Křišťan z Prachatic (Christianus de Prachaticz)
- 1438–1439 Petr z Mladoňovic (Petrus de Mladoniovicz)
- 1439–1440 Václav z Prachatic (Wenceslaus de Prachaticz)
- 1440–1441 Augustin z Klatov (Augustinus de Glatovia)
- 1442–1443 Petr z Hradce Králové (Petrus de Grecz)
- 1443–1444 Prokop z Plzně (Procopius de Plzna)
- 1444 Václav z Prachatic (Wenceslaus de Prachaticz)
- 1445 Jan ze Soběslavi (Johannes de Sobieslavia)
- 1447–1448 Mařík z Benešova (Mauricius de Benessow)
- 1449–1450 Petr z Hradce Králové (Petrus de Grecz)
- 1450–1451 Jan z Čáslavi (Johannes de Czaslaw)
- 1453–1454 Václav z Prachatic (Wenceslaus de Prachaticz)
- 1455–1456 Martin z Lančic (Martinus de Lancicia)
- 1456–1457 Stanislav z Velvar (Stanislaus de Welwar)
- 1457–1458 Jan z Jemnice (Johannes de Jemnicz)
- 1459–1460 Václav z Vrbna (Wenceslaus de Wrben)
- 1460–1462 Jan z Prahy (Johannes de Praga)
- 1462–1463 Václav Koranda mladší z Plzně (Wenceslaus Coranda de Plzna)
- 1463–1464 Jan z Čáslavi (Johannes de Czaslaw)
- 1464–1465 Pavel z Dobřína (Paulus de Dobrin)
- 1466–1467 Václav z Vrbna (Wenceslaus de Wrben)
- 1467–1469 Jan z Prahy (Johannes de Praga)
- 1470–1471 Václav Koranda mladší z Plzně (Wenceslaus Coranda de Plzna)
- 1471–1472 Jakub z Pacova (Jacobus de Patzau)
- 1474–1475 Jan z Tábora (Johannes de Tabor)
- 1476–1477 Řehoř Pražský (Gregorius Pragensis)
- 1477–1479 Vavřinec z Rokycan (Laurencius de Rokycan)
- 1480–1481 Václav z Třebska (Wenceslaus de Trzepsko)
- 1483–1484 Jakub z Pacova (Jacobus de Patzau)
- 1484–1485 Pavel ze Žatce (Paulus de Zaacz)
- 1487–1488 Jan z Prahy (Johannes Pragensis)
- 1492–1493 Pavel ze Žatce (Paulus de Zaacz)
- 1494–1496 Jakub ze Stříbra (Jacobus de Strziebro Strziebrensis)
- 1496–1497 Pavel ze Žatce (Paulus de Zaacz)
- 1498–1499 Martin z Vlašimi (Martinus de Wlassim)
- 1499–1500 Václav z Pacova (Wenceslaus de Pacow)
- 1502–1503 Jiří z Kouřimi (Georgius Kaurzimensis)
- 1504–1505 Jakub z Pacova (Jacobus Pacowiensis)
- 1505 Václav z Pacova (Wenceslaus de Pacow)
- 1508–1509 Michal ze Stráže (Michael de Straz)
- 1509–1510 Václav z Pacova (Wenceslaus de Pacow)
- 1511–1512 Václav Candidus (Wenceslaus Candidus)
- 1512–1513 Václav z Pacova (Wenceslaus de Pacow)
- 1513 Václav Koranda mladší z Plzně (Wenceslaus Coranda de Plzna)
- 1514–1515 Václav z Litomyšle (Wenceslaus Letomyslius)
- 1515–1516 Duchek z Brodu (Duchco Brodensius)
- 1516–1517 Václav z Litomyšle (Wenceslaus Letomyslius)
- 1517–1519 Vavřinec z Třeboně (Laurentius Trebonius)
- 1519–1521 Václav z Litomyšle (Wenceslaus Letomyslius)
- 1521–1522 Jan z Přeštic (Johannes Presticenus)
- 1522–1523 Václav z Litomyšle (Wenceslaus Letomyslius), prorektor Jan z Přeštic (Johannes Presticenus)
- 1524–1525 Jan z Přeštic (Johannes Presticenus)
- 1525–1526 Tomáš z Vlašimi (Thomas Wlassymensis)
- 1526–1527 Matyáš Koramba (Mathias Chorambius)
- 1527–1528 Tomáš Rakovnický z Javořice (Thomas Rakonus)
- 1528–1530 Jan z Přeštic (Johannes Presticenus)
- 1530–1531 Vavřinec z Třeboně (Laurentius Trebonius)
- 1531–1532 Jan Přeštický z Javořice (Johannes Presticenus de Jaworzicz)
- 1532–1533 Jiří Písecký (Georgius Piesensis)
- 1533–1535 Jan Choceňský (Johannes Chocenus)
- 1535–1536 Jiří Písecký (Georgius Pisensis)
- 1537–1538 Jan Zahrádka z Prahy (Johannes Hortensius Pragensis)
- 1538–1539 Martin Klatovský z Betléma (Martinus Glatovinus Bethlemiticus)
- 1539–1540 Jan Zahrádka z Prahy (Johannes Hortensius Pragensis)
- 1540–1541 Jiří Písecký (Georgius Pisensis)
- 1541–1542 Martin Klatovský z Betléma (Martinus Glatovinus Bethlemiticus)
- 1542–1545 Jindřich Dvorský z Helfenberka (Henricus Curius de Helfenberg)
- 1545–1546 Jan Zahrádka z Prahy (Johannes Hortensius Prahenus)
- 1546–1548 Řehoř Orinus z Chocemic (Gregorius Orinus de Chocemicz)
- 1548–1551 Jan Zahrádka z Prahy (Johannes Hortensius Prahenus)
- 1551–1553 Šebestián Aerichalcus z Přeštic (Sebastianus Aerichalcus Praesticenus)
- 1553–1557 Jan Zahrádka z Prahy (Johannes Hortensius Pragenus)
- 1557–1559 Jan Kolínský (Johannes Colonius)
- 1559–1561 Matěj Dvorský z Hájku (Mathias Curius ab Hajek)
- 1561–1562 Jiří Polenta ze Sudetu (Georgius Polenta a Sudetis)
- 1562–1572 Matěj Dvorský z Hájku (Mathias Curius ab Hajek)
- 1572–1573 Petr Kodicill z Tulechova (Petrus Codicillus de Tulechow)
- 1573–1582 Matěj Dvorský z Hájku (Mathias Curius ab Hajek)
- 1582–1589 Petr Kodicill z Tulechova (Petrus Codicillus de Tulechow)
- 1589–1591 Marek Bydžovský z Florentina (Marcus Bydzovinus a Florentino)
- 1591–1593 Trojan Nigellus z Oskořína (Trojanus Nigellus de Osskorzina)
- 1593–1594 Adam Zalužanský ze Zalužan (Adamus Zaluzanius de Zaluzan)
- 1594–1597 Marek Bydžovský z Florentina (Marcus Bydžovinus a Florentino)
- 1597–1599 Trojan Nigellus z Oskořína (Trojanus Nigellus de Osskorzina)
- 1599–1600 Martin Bacháček z Nouměřic (Martinus Bachaczii de Naumierzicz)
- 1600–1602 Jan Adam z Bystřice (Johannes Adam Bystrziczenus)
- 1602–1603 Marek Bydžovský z Florentina (Marcus Bydžovinus a Florentino)
- 1603–1612 Martin Bacháček z Nouměřic (Martinus Bachacius de Naumierzicz)
- 1612 Jan Campanus Vodňanský (Johannes Campanus Wodnianus)
- 1612–1613 Adam Huber z Riesenpachu (Adamus Huber de Risenpach)
- 1613–1614 Julius Šlik (Julius Schlick)
- 1614–1615 Jan Albrecht Křinecký z Ronova (Johannes Albrechtus Krzinetius de Ronow)
- 1615–1616 Jan Abraham z Gersdorfu (Johannes Abraham a Gerstorf)
- 1616–1617 Jan Kryštof z Pětikostelí (Johannes Christophorus a Fiinfkirchen)
- 1617 Štěpán Střela z Rokyc (Stephanus Strelius de Rencer)
- 1617–1620 Jan Jessenius (Johannes Jessenius)
- 1620–1621 Karel Hilprandt z Walterskirchenu (Carolus Hilprand de Walterskirchen), prorektor Jan Campanus Vodňanský
- 1621 Jan Campanus Vodňanský (Johannes Campanus Wodnianus)
- 1621–1622 Mikuláš Troilus Hagiochoranus (Nicolaus Troilus Hagiochoranus)

## 1556–1654 (jezuitská akademie)
- 1556–1558 Ursmar de Goisson (Ursmarus Goisonius)
- 1558–1561 Pavel Hoffae (Paulus Hoffaeus)
- 1561–1574 Jindřich Blyssem (Henricus Blissemius)
- 1574–1580 Jan Pavel Campani (Joannes Paulus Campanus)
- 1582–1589 Alexander Voit (Alexander Voit, 1580 vicerektor a 1581 prorektor)
- 1589–1590 Jan Reinel (Joannes Reinelius)
- 1590–1591 Pavel Neukirche (Paulus Neukirchius)
- 1591–1592 Alexander Voit (Alexander Voit)
- 1593–1595 Václav Šturm (Wenceslaus Sturmius)
- 1595–1601 Melchior Trevino (Melchiorus Trevinnius)
- 1601–1606 Jakub Geranus (Jacobus Geranus)
- 1606–1610 Theofyl Krystecki (Krysztek, Theophilus Christecus)
- 1610–1616 Jakub Geranus (Jacobus Geranus)
- 1622–1623 Valentin Koruna (Valentinus Coronius)
- 1623–1626 Pedro Jiménez
- 1626–1629 Martin Santinus
- 1629–1634 Martin Středa (Martinus Stredonius, Marcin Strzoda z Glivic)
- 1634–1638 Martin Středa
- 1638 Jiří Meridies (Jerzy Połednie), SJ (kolem roku 1579 Gliwice – 30. 8. 1639 Praha)
- 1638–1654 rektorský úřad neexistoval

## 1638–1881 (Karlo-Ferdinandova univerzita)
- 1638–1639 Jiří Meridies, SJ
- 1639–1643 Blažej Slanina, SJ (1588 Jindřichův Hradec – 1653 Jičín)
- 1643–1646 Paolo Anastasio, SJ (kolem 1594 Perugia – 1647 Praha)
- 1646–1650 Ondřej du Buisson
- 1650–1652 Georg Molitoris, SJ (1594 Krosno – 1661 Brno)
- 1652–1654 Jan Molitoris
- 1654 Jan Molitoris
- 1655 Jindřich Pipius
- 1656 Mikuláš Franchimont z Frankenfeldu
- 1657–1659 Ondřej Schambogen
- 1660 Kryštof Norbert Knauth z Fahnenschwungu
- 1661 Jan z Vrbna
- 1662 Jan Marcus Marci z Kronlandu
- 1663 Jan z Vrbna
- 1664 Kryštof Kyblín z Waffenburku
- 1665 Jan Saxius
- 1666 Mikuláš Franchimont z Franckenfeldu
- 1667 Václav Zimmerman
- 1668 Ignác František Tam
- 1669 Simon Schürer, SJ (1614 Falknov – 1667 Praha)
- 1670–1671 Jakub Jan Václav Dobřenský de Nígro Ponte
- 1672 Daniel Krupský
- 1673 Jan Jiří Funck
- 1674 Matěj Tanner
- 1675–1676 Jan Jiří Proxa
- 1677 Řehoř Král, SJ (1624 Chotěšov – 1684 Praha)
- 1678 Matyáš Alois Malanotte
- 1679 Jiří Weis
- 1680–1681 Šebestián Kristián Zeidler z Zeidlernu
- 1682 Jan Waldt, SJ (1632 Jihlava – 1705 Praha)
- 1683 Jan Jiří Funck
- 1684 František z Vrtby
- 1685–1686 Jakub Jan Václav Dobřenský de Nigro Ponte
- 1687 Emmanuel de Boye, SJ (1639 Praha – 1700 Nisa)
- 1688 Jan Kryštof Schambogen
- 1689 Václav Sattenwolff, SJ (1624 Starovice nebo Slavkov – 1691 Praha)
- 1690 Jan Jindřich Proxa
- 1691 Václav Sattenwolff, SJ
- 1692 Jan Kryštof Schambogen
- 1693 Ondřej Müntzer
- 1694 Jan Antonín Cassinis de Bugella
- 1695 Jan Dubský
- 1696–1697 Jan Jindřich Turba
- 1698 Ferdinand Rudolf Waldthauser, SJ (1641 Jihlava – 1707 Praha)
- 1699 Jan František Löw z Erlsfeldu
- 1700 Kašpar Knittel
- 1701 Jan Jindřich Turba
- 1702 Tomáš Schmidl, SJ (1636 Olomouc – 1702 Praha)
- 1703 Jan František Löw z Erlsfeldu
- 1704 Jáchym Stechau
- 1705 Jan Kašpar Ignác Wolwert de Neffe
- 1706 Jiří Kinský (Chsinsky; 1652 Chlumec nad Cidlinou – 1726 Hradec Králové)
- 1707 Jan Kašpar Ignác Voigt
- 1708 Jan Miller, SJ
- 1709–1710 Václav Jan z Kriegelsteinu
- 1711 Jan Miller, SJ
- 1712 Jan František Löw z Erlsfeldu
- 1713 Jakub Stessl, SJ
- 1714–1715 Václav Xaver Neumann z Puchholtze
- 1716 František Fragstein, SJ
- 1717 Jan František Löw z Erlsfeldu
- 1718–1719 Heřman Oppersdorf
- 1720 Jan Adam Besnecker
- 1721 Jakub Stessl, SJ
- 1722 Leonard Ferdinand Meisner
- 1723 Franz Retz
- 1724 Václav Xaver Neumann z Puchholtze
- 1725–1726 Jan Nonnert
- 1727 Ferdinand Leonard Meisner
- 1728 Jan Seidel, SJ
- 1729 Václav Xaver Neumann z Puchholtze
- 1730–1731 Julius Zwicker, SJ
- 1732 Ferdinand Leonard Meisner
- 1733 Jan Seidel, SJ
- 1734 Václav Xaver Neumann z Puchholtze
- 1735 Jan Seidel, SJ
- 1736 Jan Jakub Gelhausen, vicerektor Václav Xaver Neumann z Puchholtzee
- 1737 Václav Xaver Neumann z Puchholtze
- 1738 Jan Heilman
- 1739–1740 Václav Xaver Neumann z Puchholtze
- 1741–1743 Jiří Peter
- 1744 Jacob Smith z Balroe
- 1745 František Xaver Heissler, SJ
- 1746 Jindřich Petr Proichhausen
- 1747 Leopold Grimm
- 1748 Antonín Václav Rings
- 1749 Leopold Grimm
- 1750 Mikuláš Ignác Königsmann
- 1751 Bernard Weber
- 1752 Jan Ignác Mayer z Mayersbachu
- 1753 Bernard Weber
- 1754 Josef Azzoni
- 1755–1756 Baltasar Lindner, SJ (1702 Paczków v Horním Slezsku – 1768 Řím)
- 1757 Jan Antonín Scrinci
- 1758 Jan Tille, SJ (1703 Kamenice nad Lipou – 1760 Praha)
- 1759 Jan Nepomuk Václav Dvořák z Boru
- 1760 Jan Tille, SJ, od 17. 6. 1760 Jan Antonín Scrinci
- 1761 Jan Antonín Scrinci
- 1762 Jan Matyáš Schweiberer
- 1763–1764 Ignác Kajetán Veit
- 1765–1766 František Xaver Wissinger, SJ
- 1767 František Josef du Toy
- 1768 Jáchym Pleiner
- 1769 František Václav Štěpán z Kronefelsu
- 1770 Petr Janowka, SJ
- 1771 Josef Wignet
- 1772–1773 František Xaver Wissinger, SJ († 29. července 1772 Řím, poslední jezuitský rektor)
- 1774 František Václav Stephan
- 1775–1776 Pavel Seddeler
- 1777 František Josef du Toy
- 1778 Antonín František Veselý
- 1779 Ferdinand Woldřich
- 1780–1781 Tomáš Jan Hrdlička
- 1782 Leonard Antonín Verbeck
- 1783–1784 Karl Heinrich Seibt
- 1785 Josef Antonín Schuster
- 1786 Cosmas Schmalfus
- 1787 Tadeáš Bayer
- 1788 Jan Diesbach SJ
- 1789 Ferdinand Woldřich
- 1790 Karel Rafael Ungar
- 1791 Václav Vojtěch Forsat
- 1792 Jan Diesbach SJ
- 1793 Josef ryt. z Bretfeldu
- 1794 Jiljí Chládek
- 1795 Jan Křtitel Zauschner
- 1796 Antonín Strnad
- 1797 Josef ryt. z Bretfeldu
- 1798 Kašpar Royko
- 1799 Josef Bohumír Mikan
- 1800 Stanislav Vydra
- 1801 Jan Nepomuk šl. Vignet
- 1802 Vavřinec Chrysostomus Pfrogner
- 1803 Antonín Michelič
- 1804 Jan Goskho ze Sachsenthalu
- 1805 Josef ryt. z Bretfeldu
- 1806 František Xaver Hain
- 1807 Ignác Matuschka
- 1808 Václav Lenhard
- 1809 Josef sv. p. z Bretfeldu
- 1810 Karel František Fischer
- 1811 Josef Rottenberger
- 1812 Jan Nepomuk Milo Grün
- 1813 Josef sv. p. z Bretfeldu
- 1814–1815 František Pitroff
- 1816 Alois Martin David
- 1817 Josef sv. p. z Bretfeldu
- 1818 Karel František Fischer
- 1819 Josef Rottenberger
- 1820 František Mikuláš Titze
- 1821 Michael Schuster
- 1822 František Seraf Wilhelm
- 1823 Ignác Nádherný
- 1824 Josef Antonín Köhler
- 1825 Martin Adolf Kopetz
- 1826 Benedikt Jan Nepomuk Pfeiffer
- 1827 Jan Theobald Held
- 1828 Ladislav Jandera
- 1829 Jan Kaňka
- 1830 František Tippmann
- 1831 Julius Vincenc Krombholz
- 1832 František Ignác Kassián Halaška (Franz Ignatz Cassian Hallaschka)
- 1833 Tomáš Karel Härdtl
- 1834 Maxmilián Millauer
- 1835 František Wünsch
- 1836 Josef Leonard Knoll
- 1837 Karel Václav Wolfram
- 1838 Václav Vilém Václavíček
- 1839 Antonín Jan Jungmann
- 1840 Josef Jakub Jungmann
- 1841 Antonín Karel Mudroch
- 1842 Mikuláš Tomek
- 1843 Johann Nepomuk Fischer
- 1844 Jeroným Josef Zeidler
- 1845 Leopold Hasner von Artha
- 1846 Jeroným Josef Zeidler
- 1847–1848 Josef Reisich
- 1849 Josef Hoffmeister
- 1850 František Seraf Češík
- 1850–1851 Matěj Popel
- 1851–1852 Vincenc František Kostelecký
- 1852–1853 Jiří Norbert Schnabel
- 1853–1854 Jan Nepomuk Ignác Rotter
- 1854–1855 František Piťha
- 1855–1856 Jeroným Josef Zeidler
- 1856–1857 Jan Chlupp
- 1857–1858 Gabriel Güntner
- 1858–1859 Antonín Jaksch
- 1859–1860 August Reuss
- 1860–1861 František Eduard Tuna
- 1861–1862 Jan Křtitel Smutek
- 1862–1863 Josef Vilém z Löschneru
- 1863–1864 Jan Jindřich Löwe
- 1864–1865 František Xaver Schneider
- 1865–1866 Vincenc Náhlovský
- 1866–1867 Josef Halla
- 1867–1868 Vincenc František Kostelecký
- 1868–1869 Johann Friedrich Schulte
- 1869–1870 Eduard Petr
- 1870–1871 Emanuel Seidl
- 1871–1872 Karl Adolf Konstantin Höfler
- 1872–1873 Jan Nepomuk Schier
- 1873–1874 František Sal. Antonín Mayer
- 1874–1875 Josef Hasner von Artha
- 1875–1876 Friedrich Stein
- 1876–1877 Karel Cihlář
- 1877–1878 Antonín Reinwarth
- 1878–1879 Jan Streng
- 1879–1880 Ernst Mach
- 1880–1881 Hugo ryt. Kremer-Auenrode
- 1881–1882 Josef Schindler

## 1882–1920 (česká Karlo-Ferdinandova univerzita)
- 1882–1883 Václav Vladivoj Tomek
- 1883–1884 Antonín Randa
- 1884–1885 Jan Streng
- 1885–1886 Václav Vladivoj Tomek
- 1886–1887 Emil Ott
- 1887–1888 Vilém Weiss
- 1888–1889 František Josef Studnička
- 1889–1890 Matouš Talíř
- 1890–1891 Vladimír Tomsa
- 1891–1892 Antonín Frič
- 1892–1893 Jiří Pražák
- 1893–1894 František Xaver Kryštůfek
- 1894–1895 Arnold Spina
- 1895–1896 Karel Vrba
- 1896–1897 Jaromír Hanel
- 1897–1898 Eugen Kadeřávek
- 1898–1899 Josef Reinsberg
- 1889–1900 Jan Gebauer
- 1900–1901 Josef Stupecký
- 1901–1902 Jan Ladislav Sýkora
- 1902–1903 Ivan Horbaczewski
- 1903–1904 Čeněk Strouhal
- 1904–1905 František Storch
- 1905–1906 Antonín Vřešťál
- 1906–1907 Jaroslav Hlava
- 1907–1908 Jaroslav Goll
- 1908–1909 Leopold Heyrovský
- 1909–1910 Josef Král
- 1910–1911 Jan Janošík
- 1911–1912 Jaromír Čelakovský
- 1912–1913 František Vejdovský
- 1913–1914 František Mareš
- 1914–1915 Kamil Henner
- 1915–1916 Rudolf Dvořák
- 1916–1917 Vítězslav Janovský
- 1917–1918 Gabriel Pecháček
- 1918–1919 Karel Hermann-Otavský
- 1919–1920 Josef Zubatý

## 1882–1920 (německá Karlo-Ferdinandova univerzita)
- 1882–1883 Ewald Hering
- 1883–1884 Ernst Mach, během funkčního období jej vystřídal Ferdinand Lippich
- 1884–1885 Friedrich Rulf
- 1885–1886 Wenzel Frind
- 1886–1887 Carl Gussenbauer
- 1887–1888 Moritz Willkomm
- 1888–1889 Dominik Ullmann
- 1889–1890 Josef Sprinzl
- 1890–1891 Philipp Knoll
- 1891–1892 Johann Kelle
- 1892–1893 Emil Sax
- 1893–1894 Gustav Karl Laube
- 1894–1895 Joseph Schindler
- 1895–1896 Karl Hugo Huppert
- 1896–1897 Anton Marty
- 1897–1898 Josef Ulbrich
- 1898–1899 Anton Kurz
- 1899–1900 Carl Holzinger Ritter von Weidich
- 1900–1901 Hans Chiari
- 1901–1902 Friedrich Frh. von Wieser
- 1902–1903 Adolf Bachmann
- 1903–1904 Karel Rabl, zvolený rektor Virgil Grimmich zemřel 13. 8. 1903
- 1904–1905 Alois Rzach
- 1905–1906 Josef Rieber
- 1906–1907 Emil Pfersche
- 1907–1908 August Sauer
- 1908–1909 Rudolf Ritter Jaksch von Wartenhorst
- 1909–1910 Josef Zaus
- 1910–1911 Max Grünert
- 1911–1912 Heinrich Rauchberg
- 1912–1913 Robert Ritter Lendlmayr von Lendenfeld, zemřel 3. 6. 1913, v úřadě pokračoval prorektor Heinrich Rauchberg
- 1913–1914 Richard Ritter von Zeynek
- 1914–1915 Heinrich Swoboda
- 1915–1916 Adolf Zycha
- 1916–1917 Ottokar Weber
- 1917–1918 Anton Elschnig
- 1918–1919 August Naegle
- 1919–1920 August Naegle

## 1920–1945 (Německá univerzita v Praze)
- 1920–1921 Franz Wähner
- 1921–1922 Robert Mayr-Harting
- 1922–1923 Samuel Steinherz
- 1923–1924 Karl Kreibich
- 1924–1925 Josef Jatsch
- 1925–1926 Carl Isidor Cori
- 1926–1927 Otto Peterka
- 1927–1928 Heinrich Rietsch
- 1928–1929 Otto Grosser
- 1929–1930 August Naegle
- 1930–1931 Carl Isidor Cori
- 1931–1933 Mariano San Nicolò
- 1933–1934 Gerhard Gesemann
- 1934–1935 Otto Grosser
- 1935–1936 Karl Hilgenreiner
- 1936–1937 Michael Stark
- 1937–1938 Rudolf Schránil
- 1938–1940 Ernst Otto
- 1940–1942 Wilhelm Saure
- 1942–1944 Alfred Buntru
- 1944 Friedrich Klausing
- 1944–1945 Kurt Albrecht

## Od 1920 (Univerzita Karlova)
- 1920–1921 František Mareš
- 1921–1922 Bohumil Němec
- 1922–1923 Cyril Horáček
- 1923–1924 František Pastrnek
- 1924–1925 Otakar Kukula
- 1925–1926 Karel Petr
- 1926–1927 Josef Vančura
- 1927–1928 Lubor Niederle
- 1928–1929 Vladimír Slavík
- 1929–1930 Jindřich Matiegka
- 1930–1931 August Miřička
- 1931–1932 Josef Pekař
- 1932–1933 Rudolf Kimla
- 1933–1934 Karel Domin
- 1934–1935 Josef Drachovský
- 1935–1936 Gustav Friedrich
- 1936–1937 Karel Weigner
- 1937–1938 František Slavík
- 1938–1939 Vilém Funk
- 1939–1939 Bedřich Hrozný
- 1945–1946 Jan Bělehrádek
- 1946–1947 Bohumil Bydžovský
- 1947–1948 Karel Engliš
- 1948–1954 Jan Mukařovský
- 1954–1958 Miroslav Katětov
- 1958–1966 Jaroslav Procházka
- 1966–1969 Oldřich Starý
- 1969–1970 Josef Charvát
- 1970–1976 Bedřich Švestka
- 1976–1990 Zdeněk Češka
- 1990–1994 Radim Palouš
- 1994–1999 Karel Malý
- 2000–2006 Ivan Wilhelm
- 2006–2014 Václav Hampl
- 2014–2022 Tomáš Zima
- od 2022 Milena Králíčková